# Alberto Warnken
Alberto Warnken (5 de junho de 1889 - 14 de setembro de 1944) foi um advogado e árbitro de futebol chileno. Apitou a Copa do Mundo de 1930.